# 競馬の競走格付け
競馬の競走格付け（けいばのきょうそうかくつけ）では、競馬の重賞競走に対する格付け制度について述べる。

## 概要
日本の競走は未勝利戦、1勝クラス〜3勝クラス、オープンに分かれている。詳細は日本の競馬の競走体系#競走条件区分を参照。
国内の重要な競走である重賞競走では、グレード制とパート制が運用されている。2023年現在、中央競馬では、日本グレード格付け管理委員会が承認している国際的な統一グレードを使用しているが、地方競馬では一部を除き日本中央競馬会（JRA）またはレースを運営している組織が指定した国内でのみ運用されるグレードを使用している。

### パート制
パート制は、国際サラブレッド競売人協会（Society of International Thoroughbred Auctioneers：SITA）に加盟する世界の主要なセリ会社の出版するセリ名簿において、グレード・グループおよびリステッドの格付けが与えられる重賞競走を区分する基準である。パートIからパートIVまでの4段階があり、サラブレッドの平地競走の重賞競走はパートIからパートIIIまでに小さい数字順にレベル分けされ、障害競走の重賞競走はパートIVに区分される。
国際格付番組企画諮問委員会（International Grading and Race Planning Advisory Committee：IRPAC）は、国際競馬統括機関連盟（International Federation of Horseracing Authorities：IFHA）または地域連盟（アジア競馬連盟など）に加盟する各国・地域の競馬統括機関が関連する連盟または地域パターン委員会（アジアパターン委員会（Asian Pattern Committee）など）の承認を受けて提出する申請に基づいて、競走開催国および個別の競走をパートに認定する。パートIの国（地域）は、国内の競馬が原則として外国に開放され、IRPACの定める基準で競走の格付けがされる。
パートIの国（地域）で施行されるグレード・グループおよびリステッド競走は、IRPACが維持する各年の国際セリ名簿基準書（International Cataloguing Standards Book）のパートIの部に掲載され、その競走で入着したサラブレッドは国際的なセリ名簿にグレード・グループおよびリステッドの格付けを記載できる（ブラックタイプ方式参照）。また、パートIIの国（地域）は、IRPACの認定を受けた一部の競走がパートIの部に掲載され、これらも同様にセリ名簿にグレード・グループおよびリステッドの格付けを記載できる。
日本は一番上の分類のパートIに指定されている。パート登録されている国の一覧は国際セリ名簿基準委員会#認定国を参照。

### グレード制

#### 国際格付け
JRAは重賞競走にGradeの頭文字Gを用いてGI、GII、GIIIに格付けをしており、国際格付けと呼ぶ。格付けは数値が少ないほどより高位のレースとされ、また数も少ない。国際格付けは国際競走のみに付与されており、日本グレード格付け管理委員会が審査をしている。また、パートIの国は、審査を通過していない競走に対してGI、GII、GIIIの格付けをすることができない。
日本では1984年に国際格付けと同様のGI、GII、GIIIを用いる格付けを導入したが、2007年にパートIに昇格したことで当時グレードをつけられていた多くのレースがこのグレードを使用できなくなった。2023年現在は、地方競馬を含めGIレースが25個、GIIレースが37個、GIIIレースが68個となっている。
日本における国際格付け競走は「国際競走」も参照。各競走の格付けについては「競馬の競走一覧」を参照。

#### 国内グレード
2007年以降の国際格付け審査を通っていない上位重賞競走はJapanから取りJpnI、JpnII、JpnIIIで格付けを行っている。2023年現在、最上位グレードの中央競馬の平地芝競走についてはすべて国際格付けとなっており、「Jpn」が適用されているのは地方競馬のダート競走のみであるため、この格付けをダートグレードと呼ぶ。「G」と「Jpn」の表記のおける違いは国際格付けが与えられているものとそうではないものの違いのみであり、競走格付や競走体系など国内での扱いには変更はない。そのため、メディアなどがGI・JpnI競走（場合によっては後述のJ・GIも加わる）をまとめてGI級の競走と形容することもある。
なお「Jpn」の読み方は「グレード」でも「ジェイピーエヌ」でもなく「ジー」である（例：「JpnI」→「ジーワン」）。文面での表記の違いは一目であるが、発言上では「G」と「Jpn」は混同しやすい。2023年現在は、JpnIレースが9個、JpnIIレースが11個、JpnIIIレースが19個となっている。
1999年より障害競走でもグレード制（J・GI、J・GII、J・GIII）が導入された。呼び方は「ジェージー○○」もしくは「ジャンプグレード○○」と呼ばれ、平地競走の格付けと区別される（例：「J・GI」→「ジェージーワン」もしくは「ジャンプグレードワン」）。2023年現在、平地競走は国際格付けを持つ競走と持たない競走で表記が変わるが障害競走では2007年以降もJ・GI、J・GII、J・GIIIと表記される。

#### リステッド競走
「リステッド競走」はパターンレースのうちGIからGIIIに格付けを得なかった競走の名称である。
JRAでは、2019年より競走体系上および生産の指標としてグレード競走に次ぐ重要な競走であることを明示するため、オープン特別競走の約半数をリステッド競走として格付けするとともに、レース名の後ろに「（L）」（Listedの頭文字）を付すことになった。これにより、これまでのオープン特別競走をリステッド競走と非リステッド競走に区別することでオープン馬の中でも実績のある馬が非リステッド競走に出走する場合、斤量などで不利になるように設定される見込みである。賞金もリステッド競走の方が高く設定される。なお、リステッド競走の格付けはグレード競走の格付けと同様、日本グレード格付け管理委員会において審査・承認が行われる。

#### 地方競馬の各主催者が定める格付け
一部の地方競馬主催者では、独自の格付けが定められている。この場合、混乱防止の観点からローマ数字（I、II、III）を使わず、アラビア数字（1、2、3）を使用する例もみられる。
地方競馬で施行するダートグレード競走では独自の格付けを行わず、ダートグレードの格付けをそのまま用いている。ただし以前にはダートグレードの格付けと独自の格付けを併記する例も見られた。
- 南関東では2007年4月より独自格付けを併記しなくなった[7]。併記していた当時は、例えば関東オークスが「統一GII・南関東G1」と表記された。
- 佐賀競馬場では2011年度の時点では統一グレードと独自グレード（当時は「KJ1」表記）を併記していた[8][9]。

なお、ばんえい競馬は馬の品種や競走の性質が平地と全く異なるうえ他地区との交流競走もないため、格付けは独自表記のみとなっている。
重賞競走に格付けを行っている地方競馬主催者（2023年現在）
- ばんえい競馬（帯広[注 3]　2003年度 - ）：BG（Banei Grade）1、BG2、BG3
- ホッカイドウ競馬（門別[注 4]　2002年度 - ）：H（Hokkaido）1、H2、H3
- 岩手県競馬組合（盛岡、水沢　2016年度 - ）：M（Morioka・Mizusawa）1、M2、M3[10][11]
- 南関東公営競馬（浦和、大井、船橋、川崎　1995年度 - ）：S（South・Super）I、SII、SIII

2007年度から格付表記を従来のG1、G2、G3から変更。使用する数字もローマ数字に変更された。
- 東海地区（名古屋、笠松[注 5]　1996年度 - ）：SP（スーパープレステージ）I、SPII、SPIII
- 兵庫県競馬組合（園田、姫路　2019年度 - ）：重賞I、重賞II

放送や新聞等には記載されないが、番組表やNARのホームページには記載されている。
かつて格付けを行っていた地方競馬主催者
- 北関東公営競馬（宇都宮、足利、高崎　2001年度 - 2005年度）：G1、G2、G3

2005年度までに全場廃止。
- 佐賀県競馬組合（佐賀）

1999年度から2011年度までは、荒尾（2011年廃止）・中津（2001年廃止）と共に九州地区合同での格付け（九州グレード）を行っており、1999年度から2006年度まではKG1、KG2、KG3、2007年度から2011年度まではKJ1、KJ2、KJ3を用いていた。
2013年1月から2017年度までは佐賀単独でS1、S2の格付けを行っていた。
金沢、高知の各競馬主催者では、ダートグレード競走を除く重賞競走の格付けを行っていない。

## 制度

### パート制
IRPACでは世界中の平地競走と障害競走を通称「ブルーブック」と呼ばれる国際セリ名簿基準書（International Cataloguing Standards Book）に記載している。しかし競馬のレベルは国によって様々であり、従ってその国の競馬のレベルを考慮する必要があった。そこで国をパートI、パートII、パートIIIに分け、その中でパートIの国のグレード・グループのみがセリ名簿に記載できるという作成基準を設けた。パートII以下の国のグレードも国際セリ名簿基準書には記載されているものの、IRPACが定める作成基準ではセリ名簿に記載できない。

### グレード制
IRPACでは、「パートI国」「パートII国」のように分類した国・地域ごとに、その中で行われているパターンレース（日本においては重賞）をリストアップする。
これらの競走について、毎年の結果を出走した競走馬のレベル等を基に一定の基準で数値化し、一定の年数、高い数値を得られた競走には高いグレードが与えられる。逆に、一定期間、低い数値に留まった場合には格下げが行われる場合もある。このため、どれほど賞金が高い競走でも、新設まもないものには格付けが与えられない。また、前述のように出走条件に制約があるものも高い格を得ることはできない。
基本的には「パートI」が認められた国・地域では、そのエリア内で組織された格付け組織がこれらの格付けを行い、国際セリ名簿基準委員会はこれを自動的に承認する。
このように、競走の格付けは出走馬のレベルに担保された客観性を有するものだが、1984年にJRAが行った格付けはこうした観点に立っておらず、完全に「自称グレード」にすぎないものであった。そのため、独自で格付けすることが認められず、格付けには国際セリ名簿基準委員会やIRPACの認証が必要な場合もある。
2009年以降の国内競走に関しては日本グレード格付け管理委員会が国際格付け、JRA重賞、ダートグレード競走の格付けを行っている。国際格付けは日本グレード格付け管理委員会が選定したものをIRPACが認証する形を取る。地方競馬各主催者が独自に定める格付けは従来通り各主催者が格付けをする。
2012年以降のGI競走についてはアジア競馬連盟による格付け機関アジアパターン委員会（APC）の承認が必要となった。

#### 国際格付けの定義
- グレードI（GI）

年齢別、競走距離別の最優秀馬を選定し、競走馬の生産の指標となる競走体系上最も重要な競走。

令和5年日本グレード格付管理要綱より
- グレードII（GII）

グレードIに次ぐ重要な競走。

令和5年日本グレード格付管理要綱より
- グレードIII（GIII）

グレードI競走、グレードII競走以外のグレード競走。

令和5年日本グレード格付管理要綱より
- リステッド競走（L競走、LR競走）

（一） グレード競走と同格であるが、上記①から③の格付けを得られない重賞競走。
（二） 競走体系上グレード競走に次ぐ重要な中央競馬のオープン特別競走。
令和5年日本グレード格付管理要綱より

#### 格付けの条件
日本グレード格付け管理委員会が定める、国際格付け昇格条件は以下のとおり。なお、IRPAC直轄傘下のアジアパターン委員会（APC）の規則に準拠している（2021年の格付より適用）。
- 本賞の金額が以下の条件を満たすこと。

| 馬齢         | 着順 | GI            | GII           | GIII          | L[注 6]       |
| ------------ | ---- | ------------- | ------------- | ------------- | ------------- |
| 2歳          | 1着  | 3,200万円以上 | 2,400万円以上 | 2,000万円以上 | 1,600万円以上 |
| 2歳          | 総額 | 5,440万円以上 | 4,080万円以上 | 3,400万円以上 | 2,720万円以上 |
| 3歳          | 1着  | 4,000万円以上 | 3,000万円以上 | 2,400万円以上 | 1,800万円以上 |
| 3歳          | 総額 | 6,800万円以上 | 5,100万円以上 | 4,080万円以上 | 3,060万円以上 |
| 3（4）歳以上 | 1着  | 5,000万円以上 | 4,000万円以上 | 3,000万円以上 | 2,400万円以上 |
| 3（4）歳以上 | 総額 | 8,500万円以上 | 6,800万円以上 | 5,100万円以上 | 4,080万円以上 |
- 過去3年間に実施された競走の最終レースレーティング（FRR）の平均値、及び直近年のFRRの両方が以下の条件を満たすこと（単位：ポンド）。なお、3歳限定戦は2023年にアジアパターン委員会の決定に基づきルールが変更されたため、2023年以降の競走が対象となる[18]。

| 馬齢           | 性別区分       | GI  | GII | GIII | L   |
| -------------- | -------------- | --- | --- | ---- | --- |
| 2歳            | 牝馬限定       | 106 | 101 | 96   | 91  |
| 2歳            | 牡馬・牝馬混合 | 110 | 105 | 100  | 95  |
| 3歳            | 牝馬限定       | 109 | 104 | 99   | 94  |
| 3歳            | 牡馬・牝馬混合 | 113 | 108 | 103  | 98  |
| 4歳（3歳）以上 | 牝馬限定       | 111 | 106 | 101  | 96  |
| 4歳（3歳）以上 | 牡馬・牝馬混合 | 115 | 110 | 105  | 100 |
なお、国際格付けの降格については以下の手順で決定される。
- 共通

本賞金額の条件が満たされなくなった場合、他の事項に関わらず降格となる。
- GI・GII競走

過去2年間のFRRが昇格要件に定める数値を3ポンドを超えて下回った場合、日本グレード格付け管理委員会が競馬主催者に警告を発出し、更に次年度に同じく3ポンドを超えて下回った場合はアジアパターン委員会において審議が行われ、過半数以上の承認が得られた場合に降格が決定される。
- GIII・L競走

過去2年間のFRRが昇格要件に定める数値を3ポンドを超えて下回った場合、日本グレード格付け管理委員会が競馬主催者に警告を発出し、更に次年度に同じく3ポンドを超えて下回った場合は施行条件等の改訂が行われない限りは自動降格となる。施行条件等の改訂が行われた場合は1年の猶予が与えられる。
また、国際格付けのつけられたレースの数はI、II、IIIの順で少なくなければならない。

### ブラックタイプ方式
グループ制・グレード制の導入の発端は競走馬の円滑な流通を促進することであったが、こうして作られた制度は競走馬を売買する際に、血統や競走成績を記した書面を作成する際に使用される。
国際セリ名簿基準委員会（International Cataloguing Standard Committee：ICSC）が定めるせり名簿の作成基準では、グレード・グループを明記し、その優勝馬を太ゴシック（JRAの説明では太ゴチック文字）、2着馬と3着馬がゴシック文字（同、ゴチック文字）で記載することができる。これにより、血統書や競走成績書を一目見ただけで、その馬がどのぐらいの優秀さをもっているのかがすぐわかる。この方式をブラックタイプ、またはブラックタイプ方式と言う。
ブラックタイプ方式が無い時代では、たとえば競走成績書に「アーカンソーダービー1着」と書いてあっても、その競走がどれぐらいのレベルの競走であるかを知るのは大変である。しかしグレード制・グループ制に基づくブラックタイプ方式では、馬名が太ゴシック体で書かれ、G1と書いてあれば、どこの国の人間でもその競走の価値が一目でわかる。理論上は、G3と書いてあれば、それがブラジルであれニューヨークであれニュージーランドであれ、同じ価値を有するものとされている。これが「本当に」実態に合っているかは議論の余地がある。アメリカのジャーナリスト、ジョスリン・ド・モープレイは、この方式は正しい情報を持たない遠隔地の人間に誤った判断をさせる手助けをしていると指摘する。たとえばヨーロッパの調教師は、アメリカ人にはロンシャン競馬場のG2とイタリアのG2の区別がつかないから、より容易に勝てるイタリアへ競走馬を送り込んだり、凱旋門賞も田舎のG1も同じ「G1」であるから、強い馬との対戦を避けてイタリアやドイツに遠征すると指摘している。
この方式に従うと、導入以前の日本国内で三冠競走や天皇賞や有馬記念などの重賞に勝った名馬であろうとも、アメリカの片田舎のG3戦で2着になった競走馬のほうが「格上」ということになる。とはいえ、各国の競馬の実情を詳しく知ることで、こうした名目上の格付けに頼らずに競走馬の優劣を判断しようとする者もいた。

## 歴史

### 「重賞」と「格付け」
重賞競走は競馬場単位、地域単位、国単位など様々なレベルで体系化されるようになったが、それを体系づけるのに拠っていたのは競走条件（距離や斤量、年齢、性別など）・賞金額・開催時期などであり、これらの条件は基本的には主催者が決める。しかし、パリミュチュエル方式が確立するまでは、賞金の資金源はパトロンやスポンサー、或いは出走を計画している馬主が収めた登録料（ステークス方式）に頼っており、しばしば賞金の額が大きく変動して競走体系が揺らぐ要因になっていた。とはいえ、古い時代には、馬の生産、馬の売買から競走に至るまでの競馬の一連の活動は大抵一定の地域に留まっていたので、その地域の中にいる者にとっては、どの競走がどれぐらいの価値を有するのかは容易に知りうる状態にあった。
1952年にはブラックタイプ方式の格付けは行われており、アメリカのサラブレッド競り会社のファシグ・ティプトンが競り名簿でステークス競走勝馬を太字で表記したのが始まりである。1960年にはこの方法がケンタッキー州のキーンランドでも採用された。
やがて競馬の範囲が拡大し、特にアメリカでの競馬が盛んになってくると、大西洋を越えてヨーロッパとアメリカの間で競走馬の取引が増えるようになってきた。セリ市では、販売者が売りたい馬をよりよく見せようと様々な努力を重ねる。購入者が事前にセリ市における購買予定馬のチェックの資料とするためのせり名簿があり、せり名簿に対しても売りたい馬をよりよく見せたいという販売者の意向が働くのは当然のことであろう。しかし、イギリス人にとってはアメリカ競馬の競走の価値がよくわからないし、逆にアメリカ人にとってはフランス競馬の競走の価値がよくわからない。そのため、公正な市場を構築する必要があり、その中でもセリ名簿の作成基準が必要となった。
そこで当時の国際セリ名簿基準委員会がセリ名簿の作成基準を作ることとなった。セリ名簿はその馬の父や母を含む血統構成やその競走成績を記載する。そこで勝利した競走がどのような競走であるかを格付けする必要が生じたために、この格付け制が用いられることとなった。1971年にはヨーロッパでグループ制が、1973年にはアメリカでグレード制が採用された。

### グループ制とグレード制の互換性
ヨーロッパではグループ制、アメリカではグレード制のそれぞれ独自の競走格付け制度が築かれていたが、元々グループ制・グレード制双方とも競走馬の円滑な流通を目的とした格付け制度であり、両者には互換性が認められることになった。これにより、イギリスのグループ1競走（G1）とアメリカのグレード1競走（G1）は、一応同じ価値があるということになった。
この制度を利用すると、欧米のみならず、中南アメリカやオセアニア、アフリカなど世界中の競馬開催地との競走馬の取引が容易になることから、この制度は世界中に普及するようになった。

### 競走格付け組織の設立
国内の競馬や馬産業を保護しようとする国では、外国産の競走馬の出走に制約を課していた。このため、グループ制・グレード制の理念である「平等な条件での自由な出走」が叶わないため、原則として国内の格付けと国際的な格付けには互換性が認められなかった。たとえば、カナダ、イタリア、ドイツなどの国では、自国内で独自に定めた「グループ・グレード」が国際的には認められず、「国内的にはG1だが、国際的にはG2扱い」というような取り扱いとなっていた。
このような競走格付けの不均衡の是正などを目的に1981年にアメリカ、イギリス、アイルランド、フランスの4か国が国際セリ名簿基準委員会（International Cataloguing Standard Committee：ICSC）を組織した。一方、国際競馬統括機関連盟（International Federation of Horseracing Authorities：IFHA）は2002年に国際格付番組企画諮問委員会（International Grading and Race Planning Advisory Committee：IRPAC）を設立。2007年以降は、両格付けともにIRPACが格付け、国際サラブレッド競売人協会（SITA）が承認の流れで行っている。また、セリ名簿の表記の基準については、各地域の国際セリ名簿基準小委員会（ICS Sub-Committees）が責任を持っている。
ICSCはその後、カナダ、アジア、南アメリカからの代表者も加えて各国の競馬の格付けを行い、国際セリ名簿基準書（International Cataloguing Standards Book）、通称「ブルーブック」を発行していた。しかし競馬のレベルは国によって様々であり、従ってその国の競馬のレベルを考慮する必要があった。そこで国をパートI、パートII、パートIIIに分け、その中でパートIの国のグレード・グループのみがセリ名簿に記載できるという作成基準を設けた。パートII以下の国のグレードも国際セリ名簿基準書には記載されているものの、IRPACが定める作成基準ではセリ名簿に記載できない。
国際セリ名簿基準書は毎年発行されており作成基準では競走が施行された年の国際セリ名簿基準書に従って記載しなければならないとされ、後の年でパートの変更およびグレードの変更が行われてもその前の年の競走には反映されない。また障害競走は国に関係なくグレード制と呼称し、パートIVに記載している。
日本においても、海外の競走については当地の格付けよりも国際格付けを優先することが多い。例えば1995年にフジヤマケンザンが優勝した当時の香港国際カップは香港G1（香港ジョッキークラブが定めるグループ）であったが国際格付けではG2であったため、日本でフジヤマケンザンをGI馬と呼ぶ人はごく少なかった。ただし翌1996年の金鯱賞に同馬が出走した際、負担重量がGII勝ち馬に課せられるプラス1キロ（=58キロ。定量は57キロ）ではなくGI勝ち馬に課せられるプラス2キロ（59キロ）に設定されていた。

### 日本における格付け

#### パートI分類以前
日本は1984年に欧米諸国の模倣をする形でグレード制を導入した（以下、便宜上JRAグレードと呼ぶ）。この時にグレードワンに指定された競走は、八大競走（東京優駿・皐月賞・菊花賞・桜花賞・優駿牝馬・天皇賞（春）・天皇賞（秋）・有馬記念）、八大競走に準ずる扱いであったジャパンカップ、宝塚記念、エリザベス女王杯、これに古馬短距離戦（1600m以下）としては高額賞金レースで最も長い歴史を誇り、格が高いとされていた既存重賞の安田記念、秋季マイル王決定戦として新設されたマイルチャンピオンシップ、そして東西の3歳ステークス（朝日杯3歳ステークス、阪神3歳ステークス）の全15レースであった。JRAグレードは以下の競走にも適用され、最終的に計22個がGIレースに指定された。
- 1990年、スプリンターズステークスがGIIより格上げ。
- 1996年、番組改革により高松宮記念がGIIより格上げ、NHKマイルカップ、秋華賞が新設。
- 1997年、ダートグレード競走が発足するのにあわせ、フェブラリーステークスがGIIより格上げ。
- 2000年、ジャパンカップダート（現：チャンピオンズカップ）が新設。
- 2006年、ヴィクトリアマイルが新設。

また、1995年から中央競馬と地方競馬の交流が盛んとなったため、1997年4月よりダートの重賞において、JRAグレードと整合性のある統一グレード制（ダートグレード）を導入した。
日本ははじめは「パートII」国に分類されており、国際セリ名簿基準書には中央競馬のオープン競走とダートグレード競走の全競走が記載され、以下の競走はJRAの指定した中央競馬の格付けとダートグレード競走の格付けをグレードとして記載されていた。
- 1992年 - 
  - ジャパンカップ（GI）
- 2001年 - 
  - 宝塚記念（GI）
  - 毎日王冠（GII）
  - 京王杯スプリングカップ（GII）
- 2002年 - 
  - 阪神大賞典（GII）
  - 富士ステークス（GIII）
  - 武蔵野ステークス（GIII）
- 2003年 - 
  - 京都大賞典（GII）
- 2004年 - 
  - 安田記念（GI）
  - マイルチャンピオンシップ（GI）
  - 産経大阪杯（GII）[注 13]
  - マイラーズカップ（GII）
- 2005年 - 
  - スプリンターズステークス（GI）

一方で、こういった日本国内独自のグレード制は、国際的な「グレード制・グループ制」と全く互換性のないものであり、国際的にはほぼ無視されていた。パートII国であっても、競走ごとに当時の国際セリ名簿基準委員会の審査を経て国際格付けを取得することは可能であり、JRAの競走の中にもこうして国際的な格付けを得られる競走も存在したが、JRAはこの時点ではほとんどこうした申請を行わなかった。JRAの場合、パリミュチュエル方式を完全に導入しており、地方競馬を除く大半の日本国内の競走を所管していたので、競走の施行条件や賞金などの体系とJRAグレードの間にはしっかりとした相関関係を築くことはできていた。しかし、実際はJRAの興行上の都合による理由が大きく、JRAが日本国内向けに「GI」と称しているものが、国際基準に照らすと「G2」や「G3」（あるいはそれ未満）であるとか、JRAが「GIII」と称しているものがG3未満であるとかいうことになると塩梅が悪いといった事情も存在し、出走馬のレベルや賞金の多寡を正しく反映していないという批判もあった。また、JRAの場合は賞金も自ら提供するため格付けが賞金と連動しているが、格付けの本来の意義からすると実際の質の高さと賞金の多寡が一致していないとも見ることができた。

#### パートIへ分類
中央競馬では国際競走を増やすなど、パートI入りを目指した努力を行った結果、2006年11月に次年度からのパートI国への昇格が発表、日本の競馬は2007年に「パートI」国に分類されることになった。しかし、当初は一定の制約があり、日本国内の競走の格付けを行うには、個別に国際セリ名簿基準委員会の審査が当時は必要だった。このため当時は、国際セリ名簿基準委員会の勧告に従い、JRAはJRAグレードを廃止し当時の国際セリ名簿基準委員会の認証を得られたものだけに「GI、グレードI」という表記を用い、それ以外のものは従来の「GI、グレードI」から「JpnI」という表記を使うことになった。なお、この表記の変更は2007年1月1日に遡って適用されることとなったが、2006年12月31日以前の競走については表記の変更は行われていない。
2007年度からは59の重賞競走（既に格付けを得られている13競走を含む）に国際格付けが与えられた。また2007年当時は2歳、3歳限定競走については東京優駿（日本ダービー）なども含めて国際競走とはしていなかったため国際格付けも得られなかった。

#### 残る問題とその解決
JRAでのJpnIなどの新たな格付け名称は、2007年に唐突に決定されたため、JRAのホームページやポスター、パンフレット、またマスコミの発表などではGIという表記が残っており（2007年5月までに中央競馬で行われた全てのJpnI競走について日本中央競馬会「GI」と表記していた）、他者（この場合ICSC）の格付けと錯覚させるような事例があった。なお地方競馬（各主催者や地方競馬全国協会）では同年4月1日から速やかに新しい表記に変更された。
変更後もホームページ等における格付け表記の変更にはJRAコンピューターシステムのデータベースおよびプログラムの改修を伴うものがあり、勝馬投票券、競馬場・WINSのテレビモニターのオッズ画面およびトータリゼータボード等といった全面的な変更には時間がかかった。その他メディアにおいても各新聞社では競馬ブックなどは「Jpn」の表記を採用、サンケイスポーツは「Jpn」の表記をG1, G2, G3といったアラビア数字で区別をしている。しかしスポーツニッポン、スポーツ報知、日刊スポーツといった大手スポーツ新聞社は2008年も「Jpn」の表記を使用せず以前からの表記（例：交流GI）を継続している。フジテレビ、関西テレビなども同様である。
また、国際格付けやJRAによる格付け、地方競馬独自のグレードなど複数のグレード制が両立した結果、日本国内で用いたグレードと国際的なグレードが合致しない競走が残っているという問題も発生していた。
2008年度までの日本国内で競馬に関する格付け（括弧内は格付け決定者）
- 国際格付け（国際格付番組企画諮問委員会（IRPAC））
- JRAが日本国内独自に定める「Jpn」表記の格付け（日本中央競馬会（JRA））
- ダートグレード競走（ダート競走格付け委員会）
- 地方競馬各主催者が独自に定める格付け（地方競馬各主催者）

実際に同一競走に対し複数の格付けが与えられてしまっていたこともあり、特にJRAで施行された全てのダート重賞は全てJRAとダート競走格付け委員会により同位のグレードが重複して格付けされた。2006年度（2007年3月31日まで）以前は南関東競馬で行われた中央地方全国交流重賞にはダート競走格付け委員会と南関東の定める格付けに食い違いも見られ、例えば関東オークスはダート競走格付け委員会ではGII、南関東の格付けではG1となっている。中央競馬でも新設された国内JpnIと国際格付けリステッドのグレード制2つを抱えた競走の勝者の扱いを巡るコイウタ事件のような国際的なトラブルが起きていた。
2007年時点で格付け決定者が重複していた主な競走
- ジャパンカップ - ICSC・JRAともにGIに認定
- フェブラリーステークス - ICSC・JRA・ダート競走格付け委員会いずれもGIに認定
- 東京大賞典 - ICSCはLに認定[27]、ダート競走格付け委員会はJpnIに認定

しかし、2008年10月に日本グレード格付け管理委員会が発足し、2009年度以降は同委員会がグレードを定めることとなった。また2年間競走実績のない新設の重賞競走（前身となるオープン競走がある場合は除く）には格付けを与えないこととなった。また、地方競馬のJpn格付けも同委員会が行うこととなり、ダート競走格付け委員会は解散された。
2009年と2010年の2年にかけて、中央競馬の平地競走の全重賞競走を国際競走としたため、2010年からは格付けのない競走を除き全てが国際格付けを得られることとなった。また、2022年に発表されたダート体系整備では、2028年から地方競馬においても段階的にダートグレードの廃止、2033年を目標に国際競走化に伴う国際格付けの付与が行われる予定とされている。

#### 中央競馬の重賞格付けの推移
| 年度   | GI級   | GI級 | GII級   | GII級 | GIII級   | GIII級 | （新設）重賞 （格付け無し） | 備考 |
| 年度   | 国際GI | JpnI | 国際GII | JpnII | 国際GIII | JpnIII | （新設）重賞 （格付け無し） | 備考 |
| ------ | ------ | ---- | ------- | ----- | -------- | ------ | --------------------------- | --- |
| 2006年 | 5      | 17   | 6       | 28    | 2        | 63     | （該当なし）                | |
| 2007年 | 12     | 10   | 16      | 18    | 31       | 34     | （該当なし）                | |
| 2008年 | 12     | 10   | 16      | 18    | 31       | 34     | （該当なし）                | |
| 2009年 | 15     | 7    | 25      | 9     | 57       | 8      | 1                           | レパードステークスを新設（格付け無し） |
| 2010年 | 22     | -    | 34      | -     | 66       | -      | 1                           | トパーズステークスが重賞（GIII）に昇格（同時にみやこステークスに改称） |
| 2011年 | 22     | 1    | 35      | -     | 66       | -      | -                           | JpnIの1競走はマイルチャンピオンシップ南部杯（東京競馬場） （例年は地方競馬の盛岡競馬場で施行、東日本大震災の影響で変更） 府中牝馬ステークスがGIII→GIIに昇格 レパードステークスをGIIIに格付け                                                        |
| 2012年 | 22     | -    | 35      | -     | 66       | -      | 1                           | アルテミスステークスを新設（格付け無し） |
| 2013年 | 22     | -    | 35      | -     | 66       | -      | 1                           | |
| 2014年 | 22     | -    | 36      | -     | 67       | -      | 1                           | ラジオNIKKEI杯2歳ステークスがGIII→GIIに昇格（同時にホープフルステークスに改称） 京都2歳ステークスが重賞（GIII）に昇格 いちょうステークス（2015年にサウジアラビアロイヤルカップに改称）が重賞（格付け無し）に昇格 アルテミスステークスをGIIIに格付け |
| 2015年 | 22     | -    | 36      | -     | 66       | -      | 2                           | ターコイズステークスが重賞（格付け無し）に昇格 愛知杯（GIII）を当年限り休止（ターコイズステークスの重賞昇格に伴う時期移設） |
| 2016年 | 22     | -    | 36      | -     | 69       | -      | 1                           | サウジアラビアロイヤルカップをGIIIに格付け 紫苑ステークスが重賞（GIII）に昇格 |
| 2017年 | 24     | -    | 34      | -     | 70       | -      | -                           | 大阪杯・ホープフルステークスがGII→GIに昇格 ターコイズステークスをGIIIに格付け |
| 2018年 | 24     | 3    | 35      | -     | 68       | -      | 1                           | JpnIの3競走はJBC競走（京都競馬場。例年は地方競馬の主催者持ち回りで施行） JBC競走のJRA施行に伴い、みやこステークス（GIII）を当年限り休止 チューリップ賞をGIIIからGIIに昇格 葵ステークスが重賞（格付け無し）に昇格                                    |
| 2019年 | 24     | -    | 35      | -     | 69       | -      | 1                           | |
| 2020年 | 24     | -    | 36      | -     | 68       | -      | 1                           | 富士ステークスがGIII→GIIに昇格 |
| 2021年 | 24     | -    | 37      | -     | 67       | -      | 1                           | 東京スポーツ杯2歳ステークスがGIII→GIIに昇格 |
| 2022年 | 24     | -    | 37      | -     | 68       | -      | -                           | 葵ステークスがGIIIに格付け |
| 2023年 | 24     | -    | 38      | -     | 67       | -      | -                           | 紫苑ステークスがGIII→GIIに昇格 |

### 年表
- 1952年、ステークス競走勝ち馬に初めて太字表記。
- 1983年、国際セリ名簿基準委員会（ICSC）が組織され、ブルーブックの発行を開始。
- 1984年、日本が独自のグレード制を導入。
- 1997年、中央・地方競馬の交流重賞においても統一グレードが適用。
- 2002年、国際格付番組企画諮問委員会（IRPAC）が組織。
- 2007年、ブルーブックの発行がICSCからIRPACに引き継ぎ。
- 2007年、日本がパートI国に分類。
  - この年のヴィクトリアマイル（当時：JpnI）優勝馬・コイウタがアメリカ合衆国・サンタアニタパーク競馬場で行われたキャッシュコールマイル出走の際に、負担重量を巡って主催者とJRAの見解の相違が問題となった、いわゆる「コイウタ事件」が発生した。
- 2008年、日本グレード格付け管理委員会が発足。
- 2010年、中央競馬の重賞全てに国際格付け。

## 他国の競走格付け

### グループ制
グループ制は1970年にヨーロッパで導入された。パターンレースを、上等な方から順に「グループ1」、「グループ2」、「グループ3」に格付けし、残ったパターンレースは「リステッド競走」とされた。これらは頭文字をとって「G1」や「Gr-1」のように表記されるのが通例となった。
グループ制の導入までには5年の準備期間があった。1965年に第16代ノーフォーク公爵バーナード・フィッツアラン=ハワードの下に競走のパターンを調査する委員会が発足し、競走体系への勧告を行った。1967年には第7代カーナーヴォン伯爵ヘンリー・ハーバートが競馬番組委員会（Race Fixtures Committe）を組織した。委員会は130の競走をパターンレースとしてリスト化した。
1970年にイギリス、アイルランド、フランスで「ヨーロピアン・パターン・レース」という格付けが初めて行われた。翌1971年にはイタリアが、1972年にはドイツが参加した。
ヨーロッパでは基本的には競走馬の移動は自由に行われるべきと考えられていた。第二次世界大戦後にフランスが自国の競馬を外国馬に開放すると、その傾向は強まった。このため、基本的には競走馬の所属国に関わらず平等な条件で出走できる競走がより高いグループに分類され、出走条件に国籍などの制約がある場合には、低いグループにされるか、格を与えられずにリステッド競走とされるかとなる。これらは賞金の額には関わらないので、グループ制における格付けと、賞金の嵩は一致しない。このためヨーロッパではハンデ戦はおしなべてグループ制の下では格を付与されていないが、賞金ではグループ1を凌ぐ高額賞金の競走も少なくない。
- 格付けに「グループ（Group）」を用いている主な国

イギリス、アイルランド、フランス、ドイツ、イタリア、オーストラリア、ニュージーランド、アラブ首長国連邦、アルゼンチン、ブラジル、チリ、ペルー、ウルグアイ、香港（中華人民共和国）、スカンジナビア諸国（ノルウェー、スウェーデン、デンマーク）等多数

### グレード制
北アメリカでも、1973年からグレード制と称してヨーロッパと同様の分類が行われた。北アメリカでは「グレードI」、「グレードII」、「グレードIII」と称した。これも略称では「GI」や「Gr-I」などの表記となる。
アメリカではハンデキャップ競走の人気があり、こうしたハンデ戦にもグレードが付与されているので、グレードI格のハンデキャップ競走の数は多い。
カナダは自国の馬産業を保護する目的から、外国産の競走馬の出走制限を行っているため、カナダ国内独自のグレードと、国際的なグレードとの間には齟齬がある。
- 格付けに「グレード（Grade）」を用いている主な国

アメリカ合衆国、カナダ、日本、南アフリカ共和国のみ（パートI国以外では東欧・カリブ諸国の一部、大韓民国等が域内あるいは自国限定のグレード制を使用している）

### その他の格付け
グループ・グレード制度は原則的には平地競走のものだが、障害競走や繋駕速歩競走でも独自に同様の制度が作られた。
イギリスの障害競走では、ノービス（そのシーズン以前に勝ち星を挙げたことの無い競走馬のための競走）のG1も存在する。またアイルランドの障害競走では馬齢重量戦ではG1、G2、G3を、ハンデキャップ戦ではGA、GB、GCと格付けされる。
また、上記の国際共通的な格付とは別個に、各地の競馬主催者が独自で定めた競走の分類・格付けも使われている。